# Herbert Ehrbar
Herbert Ehrbar (* 7. Juli 1933 in Heidelberg-Kirchheim; † 13. Mai 2011) war ein deutscher Kommunalpolitiker (parteilos).

## Leben
Ehrbar besuchte die Volksschule in St. Ilgen sowie im Anschluss das Realgymnasium in Heidelberg und die Höhere Handelsschule. Nach einer Lehre verbrachte er seine ersten Berufsjahre im Versorgungsamt Heidelberg und später im Arbeits- und Sozialministerium in Stuttgart. 1966 wurde Ehrbar zum Bürgermeister von St. Ilgen gewählt. Als 1975 aus Leimen und St. Ilgen durch eine Gemeindereform die neue Gemeinde Leimen entstand, wurde Ehrbar zu ihrem Bürgermeister gewählt. In seine 1976 beginnende Amtszeit fallen die Verleihung der Stadtrechte 1981 und die Erhebung zur Großen Kreisstadt 1992. Ehrbar selbst wurde im Zuge dessen zum Oberbürgermeister erhoben. Dieses Amt bekleidete er bis 2000. Nach Ablauf seiner Amtszeit wurde Ehrbar Untreue vorgeworfen. Dabei ging es um Grundstücksgeschäfte zum Nachteil der Stadt Leimen. Der angestrebte Prozess kam jedoch wegen Ehrbars schlechter Gesundheit nicht zustande, und das Verfahren wurde 2010 eingestellt.
Neben seiner politischen Tätigkeit war er Präsidiumsmitglied des Badischen Sportbundes, Präsident des Baden-Württembergischen Gewichtheberverbandes, Präsident des Bundesverbandes Deutscher Gewichtheber, Vizepräsident des Europäischen Gewichtheberverbandes und des Internationalen Gewichtheberverbandes, Präsident des Badischen Tischtennisverbandes und von 1991 bis 1996 Präsident des Badischen Hockey-Verbandes, sowie von 1996 bis 2000 Präsident dessen Nachfolgeverbandes, des Badisch-Württembergischen Hockeyverbandes. Nach Ende seiner Präsidentschaften wurde er Ehrenpräsident mehrere dieser Verbände. Des Weiteren war er Ehrenmitglied des AC Germania St. Ilgen.
Ehrbar war Reserveoffizier (Oberst) der Luftwaffe. Er starb im Mai 2011 nach schwerer Krebserkrankung und wurde auf dem Waldfriedhof von St. Ilgen beigesetzt.

## Auszeichnungen
- 1974: Ehrenbürgerschaft von St. Ilgen
- 1979: Bundesverdienstkreuz am Bande
- 1987: Ehrennadel des Landes Baden-Württemberg
- 1993: Bundesverdienstkreuz 1. Klasse
- Konrad-Adenauer-Medaille
- Staufermedaille
- Ehrenkreuz in Gold der Bundeswehr